# Xue Chaohua
Pour les articles homonymes, voir Xue.
Dans ce nom chinois, le nom de famille, Xue, précède le nom personnel.
Xue Chaohua (né le 31 mars 1992) est un coureur cycliste chinois, champion national en 2019.

## Palmarès sur route

### Par années
- 2015
  - 2e du championnat de Chine sur route
- 2016
  - 3e du championnat de Chine sur route
- 2019
  -  Champion de Chine sur route
- 2020
  - 2e du championnat de Chine du critérium

### Classements mondiaux
| Année         | 2015 | 2016 | 2017 | 2018 | 2019 |
| ------------- | ---- | ---- | ---- | ---- | ---- |
| UCI Asia Tour | 358e |      |      |      | 73e  |

## Palmarès sur piste

### Jeux asiatiques
- Jakarta 2018
  -  Médaillé d'or de la poursuite par équipes (avec Guo Liang, Qin Chenlu et Shen Pingan)

### Championnats d'Asie
- Izu 2016
  -  Champion d'Asie de poursuite par équipes (avec Fan Yang, Qin Chenlu, Shen Pingan et Liu Hao)
- Nilai 2018
  -  Médaillé de bronze de la poursuite par équipes